# Yinmingella mitriformis
Yinmingella mitriformis är en svampart som beskrevs av Goh, K.M. Tsui & K.D. Hyde 1999. Yinmingella mitriformis ingår i släktet Yinmingella, divisionen sporsäcksvampar och riket svampar.   Inga underarter finns listade i Catalogue of Life.